# Iris magnifica
Espèce
Classification phylogénétique
L'Iris majestueux (Iris magnifica) est une plante herbacée vivace de la famille des Iridacées originaire d'Asie centrale.
Noms en russe : Ирис великолепный ou Юнона великолепная ou Юнона величественная

## Description
Il s'agit d'un iris bulbeux, dont le bulbe d'environ trois centimètres de diamètre porte d'assez fortes racines.
Son feuillage, très caractéristique, s'apparente à celui des lis et fait penser à une tige de maïs.
La floraison a lieu d'avril à mai. La fleur, d'un blanc très pur ou bleu pâle, avec des taches jaune vif, comporte trois grands sépales à crête blanche et trois pétales de plus petite taille.
Cette espèce compte 22 chromosomes.

## Position taxinomique
Cette espèce a été déplacée en 1941 par Aleksei Ivanovich Vvedensky dans le genre Juno :
- Juno magnifica (Vved.) Vved.

En concordance avec l'index GRIN, l'espèce a été ici conservée dans le genre Iris mais l'index Tropicos préfère le reclassement dans le genre Juno.
Cette espèce a aussi un synonyme :
- Iris caucasica var. major Maxim.

## Distribution
Cette belle espèce d'iris est originaire d'Asie centrale : Ouzbékistan et Tadjikistan.

## Utilisation
L'Iris majestueux est déjà bien diffusé en France pour la beauté de sa floraison. Cette espèce est présente dans de nombreux catalogues de pépiniéristes.
Des variétés horticoles sont disponibles dont les plus connues sont :
- Iris magnifica 'Agalik'
- Iris magnifica 'Alba'
- Iris magnifica 'Vuedensky'

ainsi que des hybrides dont :
- Iris magnifica × warleyensis 'Shahryar'

Il résiste bien aux basses températures - inférieures à -20 °C -, demande un emplacement ensoleillé ou légèrement ombré et une certaine humidité hivernale mais en sol bien drainé.

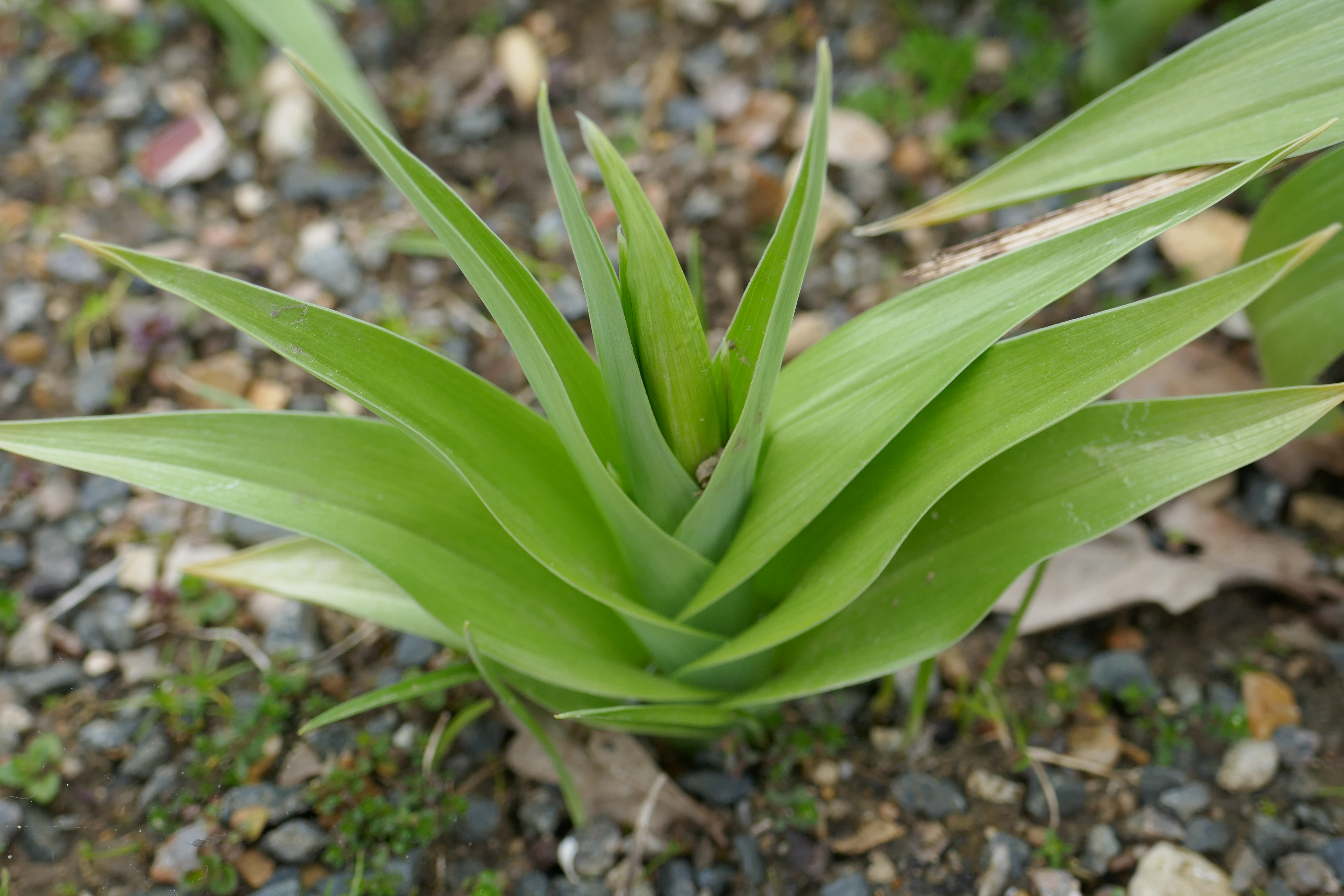
Jeune plante
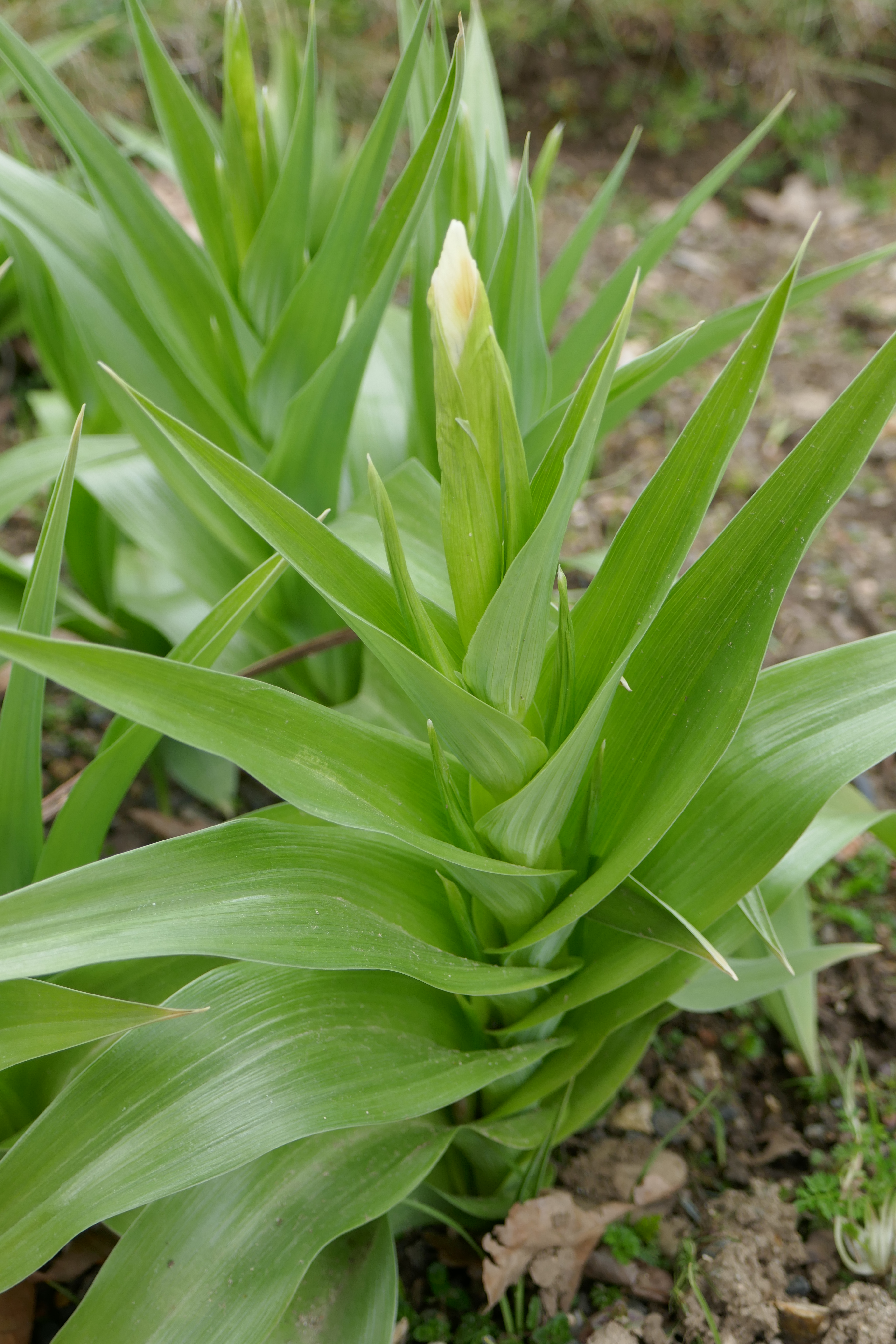
Iris en bouton
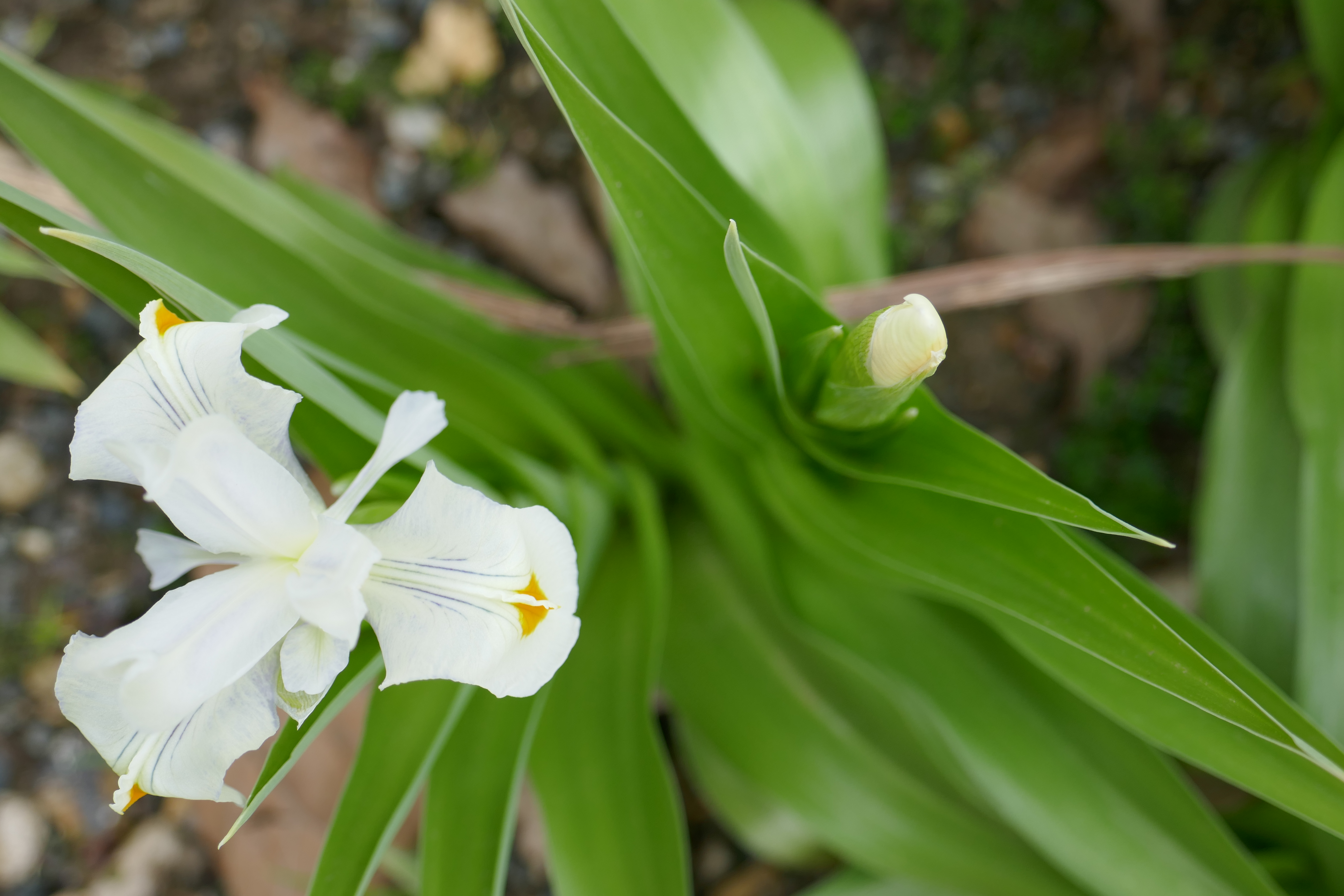
Fleur et bouton vus du dessus
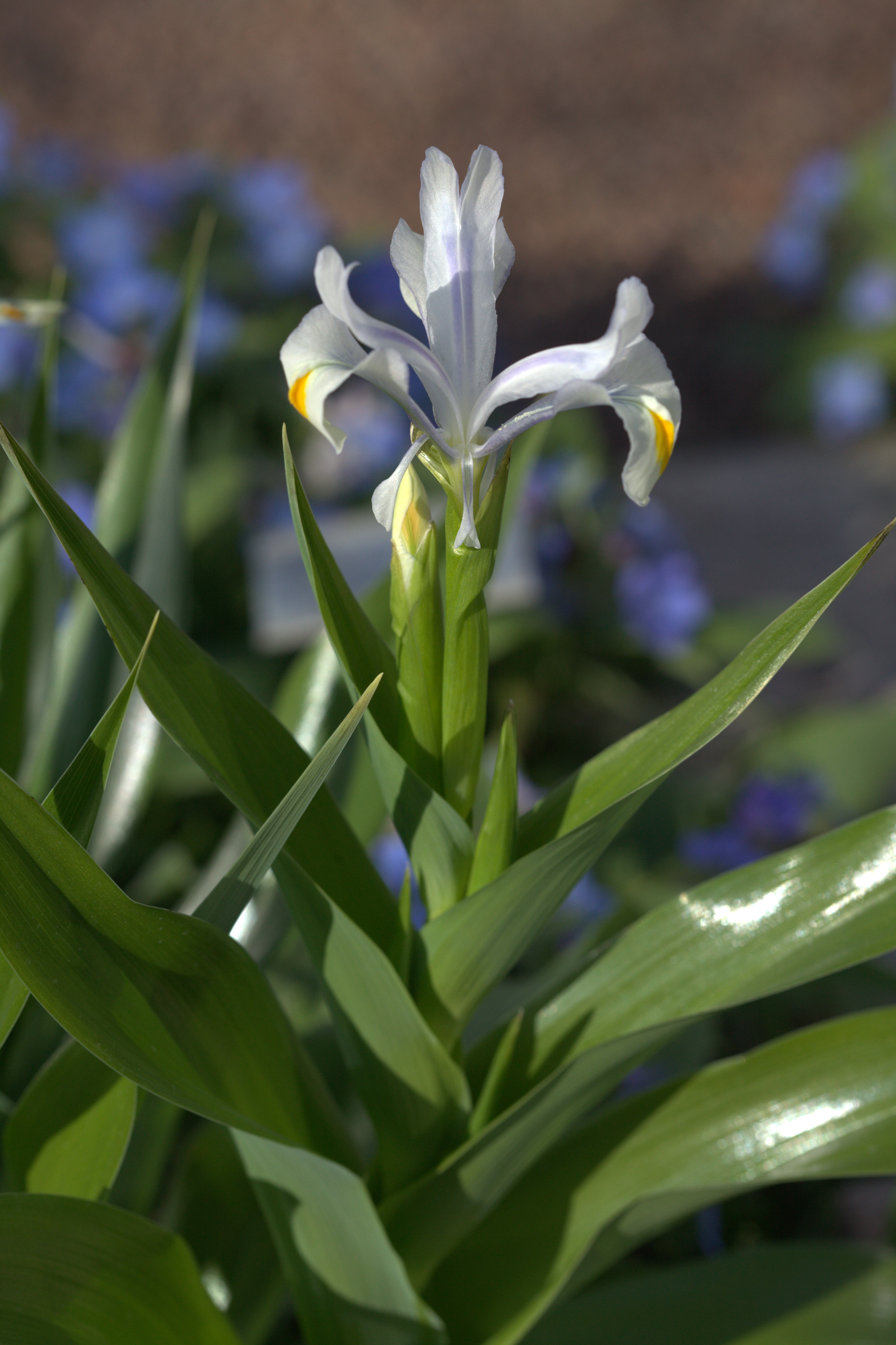
Inflorescence
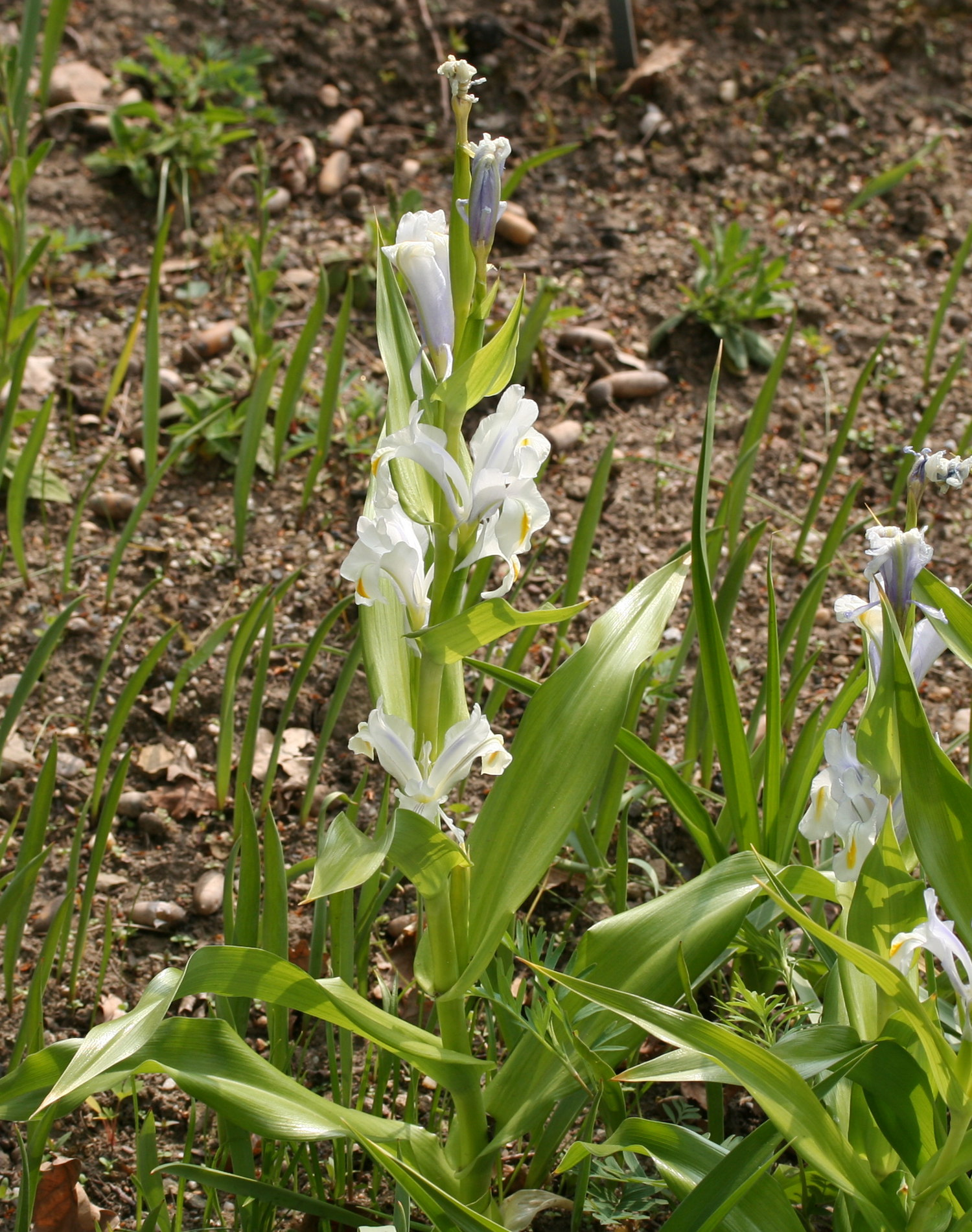
Inflorescence en fin de floraison